# Franz + Polina
«Franz + Polina» («Франц + Полина») — художественный фильм 2006 года, снятый по повести Алеся Адамовича «Немой» и рассказывающий о трагической любви крестьянской девушки и немецкого солдата в оккупированной Беларуси времён Великой Отечественной войны.

## Сюжет
В 1943 году подразделение СС расквартировывается в одной из белорусских деревень. Один из солдат, новобранец Франц, влюбляется в дочь хозяйки дома Полину. Подразделение получает приказ сжечь деревню. Спасая Полину и её мать Кучериху, Франц убивает своего командира. После смерти матери Полина и Франц уходят в лес. Там их находят каратели. Полина выдаёт Франца за немого. Полину тяжело ранят, Францу удаётся бежать. Они прибиваются к группе беженцев. В поисках лекарств для Полины Франц уходит в местечко, где убивает часового, но покупает лекарства. Франц заболевает тифом и говорит в бреду по-немецки. Беженцы с пониманием относятся к Францу и Полине, за исключением мальчика Казика, семью которого убили на его глазах. Казик меняет часы отца на обрез и ищет случая застрелить Франца. Это случилось, когда Франц пошёл за водой для беременной Полины.

## В ролях
| Актёр              | Роль               |
| ------------------ | ------------------ |
| Адриан Тополь      | Франц              |
| Светлана Иванова   | Полина             |
| Тамара Миронова    | Кучериха           |
| Уве Йеллинек       | Отто               |
| Валентин Мацапура  | Казик              |
| Эрика Булатая      | Лиза               |
| Наталья Горбатенко | мать Казика и Лизы |
| Максим Мацапуро    | Максимка           |
| Андрей Мерзликин   | Павел              |
| Михаил Сегал       | комиссар           |

## Награды
- Гран-При и приз за лучшую музыку, фестиваль FIPA, Биарриц, Франция, 2007 (композитор Анджей Петрас).
- Специальный приз жюри, призы за лучшую главную мужскую роль, главную женскую роль, операторскую работу, международный кинофестиваль Avanca, Португалия, 2007.
- Приз за лучшую мужскую роль, Международный фестиваль ТВ-программ, Шанхай, 2007.
- Приз «За лучшую режиссуру» XV кинофестиваля «Виват кино России!», Санкт-Петербург, 2007
- Приз П. Лебешева за лучшее изобразительное решение фильма, международный кинофестиваль «Дух Огня», Ханты-Мансийск, 2007.
- Специальный приз жюри фестиваля «Литература и кино», Гатчина, 2007.
- Гран-При и приз за лучшую женскую роль Светлане Ивановой фестиваля военно-патриотических фильмов им. С. Бондарчука «Волоколамский Рубеж», 2007.
- Призёр 16-го международного фестиваля восточноевропейского кино, Котбус, Германия, 2006.
- Приз за лучшую главную женскую роль и приз за лучшую эпизодическую женскую роль, фестиваль киноактёров «Созвездие», Тверь, 2006.
- Специальный диплом жюри и приз за лучшую женскую роль Светлане Ивановой международного кинофестиваля «Киношок», Анапа, 2006.
- Приз за лучшую женскую роль Светлане Ивановой Международного кинофестиваля фильмов о войне Ю. Н. Озерова, Санкт-Петербург, 2006.
- Приз за лучший дебют и за лучшую операторскую работу, Минский международный кинофестиваль «Лістапад», Минск, 2006.
- Специальный приз жюри международного кинофестиваля «Балтийские дебюты» Светлане Ивановой, Светлогорск, 2006.
- Приз режиссёру Михаилу Сегалу за лучший дебют, приз в номинации «Лучшая актриса» Светлане Ивановой на Молодёжном открытом фестивале «Отражение» в 2006 году.

## Критика
Фильм критикуется как типичный для постсоветского времени фильм о Великой Отечественной войне, где трагедия войны становится лишь фоном для романтической истории:

В последнее время появились примеры некоего «переосмысления» темы войны, не всегда убедительные по концепции и художественному решению. В ленте «Франц + Полина» неоправданно красиво показано сожжение деревни, одной из многочисленных белорусских Хатыней. На этом фоне происходит любовь белорусской девушки и молодого гитлеровца.— Беларусь 1941—1945: подвиг, трагедия, память, Книги 2. — Минск: Беларуская навука, 2010. — 356. — с. 344